# Xenopoma
Xenopoma é um género botânico pertencente à família Lamiaceae.

## Espécies
- Xenopoma bolivianum
- Xenopoma eugenioides
- Xenopoma obovatum
- Xenopoma odorum
- Xenopoma verticillatum
- Xenopoma hystrix